# Timotej
Timotej je moško osebno ime

## Slovenske različice
Moške različice: Tim, Timi, Time, Timej, Timen, Timon-
Ženske različice: Tima, Time, Timoteja

## Tujejezikovne različice
Timothey, Timmy, Timotei, Timoteo, Timotay, Timothé, Timotheus, Timothy, Timoti, Timoty, Timy, Timofej, Timea(ž), Time(ž)

## Izvor imena
Ime Timotej izhaja iz latinskega imena Timotheus, to pa je zloženo iz grških besed timé »čast« in theós »bog«. Žensko ime Tima je lahko tudi skrajšana oblika iz imena Timea, ta pa je skrajšana oblika iz po izvoru grškega imena Evtimija.

## Pogostost imena
Po podatkih Statističnega urada Republike Slovenije je bilo na dan 31. decembra 2007 v Sloveniji 1.424 oseb z imenom Timotej. Ime Timotej je bilo na ta dan po pogostosti uporabe med moškimi imeni na 135. mestu. Ostale različice imena, ki so bile v uporabi: Tim (1.858), Timon (152), Tima (11), Timoteja (18).

## Izbor svetniških imen
Timotej je ime dveh svetnikov. Avgustovski, ki god praznuje 22. avgusta je mučenec, verjetno žrtev preganjanja v času rimskega cesarja Dioklecijana. Bolj znan pa je Timotej, učenec apostola Pavla. God praznuje 26. januarja (skupaj s sv. Titom, škofom).